# Lądowisko Działyń
Lądowisko Działyń – lądowisko samolotowe w Działyniu, położone w gminie Kłecko, w województwie wielkopolskim, ok. 11 km na północny zachód od Gniezna. Lądowisko należy do firmy Działpol Sp. z o.o.
Lądowisko powstało w 2015, figuruje w ewidencji lądowisk Urzędu Lotnictwa Cywilnego. 
Dysponuje trawiastą drogą startową o długości 800 m i szerokości 50 m.